# Mistrzostwa Europy Juniorów w Saneczkarstwie 1960
6. Mistrzostwa Europy juniorów w saneczkarstwie 1960 odbyły się 6 lutego w Villach, w Austrii. Rozegrane zostały trzy konkurencje: jedynki kobiet, jedynki mężczyzn oraz dwójki mężczyzn. W klasyfikacji medalowej najlepsi byli gospodarze.

## Terminarz
| Data          | Miejscowość | Konkurencja      | Złoto                           | Srebro                        | Brąz                           |
| ------------- | ----------- | ---------------- | ------------------------------- | ----------------------------- | ------------------------------ |
| 6 lutego 1960 | Villach     | Jedynki kobiet   | Hanni Possmoser                 | Karin Kurz                    | Anna Stock                     |
| 6 lutego 1960 | Villach     | Jedynki mężczyzn | Josef Neururer                  | Paul Nadles                   | Josef Fleischmann              |
| 6 lutego 1960 | Villach     | Dwójki mężczyzn  | Anton Feldhammer Manfred Schmid | Paul Nadles Josef Fleischmann | Walter Fürutter Josef Neururer |

## Wyniki

### Jedynki kobiet
- Data / Początek: Sobota 6 lutego 1960

| Medal | Zawodniczka         | Narodowość |
| ----- | ------------------- | ---------- |
|       | Hanni Possmoser     | Austria    |
|       | Karin Kurz          | RFN        |
|       | Anna Stock          | Austria    |
| 4.    | Liselotte Vanoni    | Szwajcaria |
| 5.    | Trude Steigenberger | Austria    |
| 6.    | Hackelsberger       | RFN        |
| 7.    | Elfriede Schneider  | Włochy     |
| 8.    | Monika Reichling    | RFN        |
| 9.    | Ingrid Grangl       | Austria    |
| 10.   | Marianne Winkler    | RFN        |
| 11.   | Friederike Matejka  | Austria    |

### Jedynki mężczyzn
- Data / Początek: Sobota 6 lutego 1960

| Medal | Zawodnik               | Narodowość |
| ----- | ---------------------- | ---------- |
|       | Josef Neururer         | Austria    |
|       | Paul Nadles            | RFN        |
|       | Josef Fleischmann      | RFN        |
| 4.    | Josef Hilgarter        | Austria    |
| 5.    | Manfred Schmid         | Austria    |
| 6.    | Alfred Geyer           | Austria    |
| 7.    | Arnold Mairhofer       | Włochy     |
| 8.    | Lucjan Kudzia          | Polska     |
| 9.    | Werner Gabl            | Austria    |
| 10.   | Siegfried Duschnigg    | Austria    |
| 11.   | Anton Feldhammer       | Austria    |
| 12.   | Walter Thaler          | Austria    |
| 13.   | Josef Hasenknopf       | RFN        |
| 14.   | Manfred Frick          | RFN        |
| 15.   | Otto Kostner           | Włochy     |
| 16.   | Luis Prugger           | Włochy     |
| 17.   | Hans Aschauer          | RFN        |
| 18.   | Edward Fender          | Polska     |
| 19.   | Arnold Gartmann        | Szwajcaria |
| 20.   | Karl Hofer             | Włochy     |
| 21.   | Jean-Pierre Gottschall | Szwajcaria |
| 22.   | Josef Graber           | Włochy     |
| 23.   | Josef Obletter         | Włochy     |
| 24.   | Peter Lamm             | RFN        |

### Dwójki mężczyzn
- Data / Początek: Sobota 6 lutego 1960

| Medal | Zawodnik                               | Narodowość |
| ----- | -------------------------------------- | ---------- |
|       | Anton Feldhammer Manfred Schmid        | Austria    |
|       | Paul Nadles Josef Fleischmann          | RFN        |
|       | Walter Fürutter Josef Neururer         | Austria    |
| 4.    | Walter Thaler Werner Gabl              | Austria    |
| 5.    | Rudolf Neumayer Lettmayer              | Austria    |
| 6.    | Alfred Geyer Wolfgang Pfister          | Austria    |
| 7.    | Josef Hasenknopf Peter Lamm            | RFN        |
| 8.    | Lucjan Kudzia Gudrana Pysz             | Polska     |
| 9.    | Siegfried Duschnigg Walter Wieltschnig | Austria    |
| 10.   | Arnold Mairhofer Josef Graber          | Włochy     |
| 11.   | Werner Hübsch Hans Aschauer            | RFN        |
| 12.   | Arnold Gartmann Liselotte Vanoni       | Szwajcaria |

## Klasyfikacja medalowa
| Miejsce | Państwo |   |   |   | Razem |
| ------- | ------- | - | - | - | ----- |
| 1.      | Austria | 3 | 0 | 2 | 5     |
| 2.      | RFN     | 0 | 3 | 1 | 4     |